# Blåtjärnen (Degerfors socken, Västerbotten, 716130-167069)
Blåtjärnen är en sjö i Vindelns kommun i Västerbotten och ingår i Umeälvens huvudavrinningsområde. Vid provfiske har abborre fångats i sjön.